# Piper sublepidotum
Piper sublepidotum är en pepparväxtart som beskrevs av Truman George Yuncker. Piper sublepidotum ingår i släktet Piper och familjen pepparväxter. Inga underarter finns listade i Catalogue of Life.